# آرثر ودي
آرثر ودي (بالإنجليزية: Arthur Woody)‏ هو محافظ على الطبيعة أمريكي، ولد في 1 أبريل 1884، وتوفي في 10 يونيو 1946.